# Cadran solaire de Baelo Claudia
Le cadran solaire de Baelo Claudia est un cadran solaire trouvé lors de fouilles sur le site archéologique de Baelo Claudia situé à Bolonia, sur le territoire de la commune espagnole de Tarifa, en Andalousie.

## Localisation
L’œuvre a été retrouvée sur le site de Baelo Claudia, à 22 km au nord-ouest de Tarifa.
Du fait de sa taille et de sa qualité, le cadran solaire provient d'un des édifices publics de la cité.

## Description
L’œuvre est en marbre.